# Turčija na kvalifikacijah za nastop na Zimskih olimpijskih igrah 2010 v hokeju na ledu
Turška hokejska reprezentanca je bila na kvalifikacijah za uvrstitev na Zimske olimpijske igre 2010 razvrščena v skupino A, kjer se je med 9. in 11. oktobrom 2008 v Ankari borila proti reprezentancam Mehike, Bolgarije in Španije, v nadaljnje kvalifikacije za Olimpijske igre je vodilo prvo mesto v skupini. Po treh porazih je Turčija zasedla zadnje, četrto mesto, v nadaljnje kvalifikacije za Olimpijske igre se je uvrstila Španija. 

## Postava
- Selektor: James MacEachern (pomočnik: Tarik Göçmen)
- Vratarji: Mustafa Levent Ozbaydogan, Cihan Kahraman, Eray Atali, Barış Uçele, Çağıl Uyar
- Branilci: Safa Berat Aktepe, Savaşcan Burak Aktürk, Cengiz Akyıldız, Gürkan Çetinkaya, Galip Utku Hamarat, Deniz İnce, Gökhun Öztürk, Göktürk Tasdemir
- Napadalci: Barış Bağcılar, Caner Baykan, Yücel Citak, Erdoğan Coşkun, Onur Eroğlu, Fevzi Ufuk Güçlü, Serkan Gümüş, Niyazi Gagri Karabulut, İbrahim Karaduman, Yavuz Karakoç, Emrah Özmen, Alper Solak, Mert Tahmazoglu, Egemen Taşboğa, Oktay Yavuzarslan

## Tekme
| 9. oktober 2008 | Španija | 14 - 1 | Turčija | Genclik Spor il Mudurlugu Ice Arena, Ankara |

| Poročilo tekme | Poročilo tekme | Poročilo tekme          | Poročilo tekme                 | Poročilo tekme                    |
| -------------- | --- | ----------------------- | ------------------------------ | --------------------------------- |
| Začetek: 19:00 | A. Roščin (I. Gracia) (02:37) (PP) C. Santanatalia (D. Parra) (17:54) I. Gracia (G. Betran, A. Roščin) (27:20) S. Barnola (I. Gracia) (30:41) A. Pedraz (J. Muñoz, A. Betran) (33:14) (PP) J. Bernet (P. Muñoz) (34:40) I. Gracia (J. Brabo) (37:20) (PP) I. Codina (P. Muñoz) (38:20) A. Roščin (I. Gracia) (46:33) J. Muñoz (A. Pedraz, R. Betran) (48:37) (PP) P. Muñoz (J. Bernet, I. Codina) (55:24) (PP) A. Pedraz (J. Muñoz, A. Betran) (56:50) (PP) I. Codina (A. Armino, J. Bernet) (58:57) (PP) C. Santanatalia (R. Bastien) (59:57) | ( 2 - 1, 6 - 0, 6 - 0 ) | E. Coşkun (G. Hamarat) (00:28) | Gledalci: 465 Sodnik: M. Thompson |

| 10. oktober 2008 | Bolgarija | 8 - 0 | Turčija | Genclik Spor il Mudurlugu Ice Arena, Ankara |

| Poročilo tekme | Poročilo tekme | Poročilo tekme          | Poročilo tekme | Poročilo tekme                    |
| -------------- | --- | ----------------------- | -------------- | --------------------------------- |
| Začetek: 19:00 | S. Muhachov (A. Jotov, V. Vasilev) (03:30) (PP) S. Muhachov (A. Jotov) (19:41) (SH) R. Morgunov (M. Gijrov, A. Jotov) (27:40) (PP) R. Hristov (I. Slavov, Georgi MladenovG. Mladenov) (31:42) (PP) S. Bachvarov (A. Jotov, M. Bojadjiev) (38:20) A. Jotov (51:45) R. Hristov (I. Slavov, Georgi MladenovG. Mladenov) (53:49) S. Bachvarov (A. Jotov, S. Muhachov) (55:46) | ( 2 - 0, 3 - 0, 3 - 0 ) |                | Gledalci: 350 Sodnik: A. Bourreau |

| 11. oktober 2008 | Turčija | 2 - 9 | Mehika | Genclik Spor il Mudurlugu Ice Arena, Ankara |

| Poročilo tekme | Poročilo tekme                                                    | Poročilo tekme          | Poročilo tekme | Poročilo tekme                   |
| -------------- | ----------------------------------------------------------------- | ----------------------- | --- | -------------------------------- |
| Začetek: 18:00 | C. Akyıldız (34:48) D. İnce (Y. Karakoç, G. Hamarat) (41:18) (PP) | ( 0 - 3, 1 - 2, 1 - 4 ) | E. Glennie (A. Cervantes) (06:06) M. Sierra (A. Cervantes, B. Arroyo) (15:56) (PP) A. Cervantes (B. Arroyo) (17:08) (PP) B. Arroyo (S. Ortega) (23:07) (PP) B. Arroyo (A. Cervantes, M. Sierra) (28:39) (PP) M. Zavala (B. Arroyo) (44:18) JP. Roberts (E. Glennie, LA. de la Vega) (49:00) (PP) A. Barberena (M. Sierra) (50:22) (PP) E. Glennie (A. Cervantes, JP. Roberts) (57:03) | Gledalci: 256 Sodnik: Y. Bekkers |

## Seznam reprezentantov s statistiko

### Vratarji
| #  | Igralec                   | OT | OMIN | PG | PGT  | KM | PPPG | PSHG |
| 1  | Mustafa Levent Ozbaydogan | 3  | 169  | 29 | 10,3 | 2  | 15   | 1    |
| 20 | Cihan Kahraman            | 1  | 11   | 2  | 10,9 | 0  | 1    | 0    |
| -- | ------------------------- | -- | ---- | -- | ---- | -- | ---- | ---- |

### Drsalci
| #  | Igralec                | OT | DG | DA | TOČ | DGT  | DAT  | DPPG | DPPGT | DSHG | DSHGT | KM |
| 2  | Savaşcan Burak Aktürk  | 3  | 0  | 0  | 0   | 0    | 0    | 0    | 0     | 0    | 0     | 4  |
| 3  | Gökhun Öztürk          | 3  | 0  | 0  | 0   | 0    | 0    | 0    | 0     | 0    | 0     | 6  |
| 4  | Oktay Yavuzarslan      | 3  | 0  | 0  | 0   | 0    | 0    | 0    | 0     | 0    | 0     | 8  |
| 5  | Galip Utku Hamarat     | 3  | 0  | 2  | 2   | 0    | 0,66 | 0    | 0     | 0    | 0     | 22 |
| 7  | Serkan Gümüş           | 3  | 0  | 0  | 0   | 0    | 0    | 0    | 0     | 0    | 0     | 8  |
| 9  | Yücel Citak            | 3  | 0  | 0  | 0   | 0    | 0    | 0    | 0     | 0    | 0     | 2  |
| 10 | Erdoğan Coşkun         | 3  | 1  | 0  | 1   | 0,33 | 0    | 0    | 0     | 0    | 0     | 2  |
| 11 | Yavuz Karakoç          | 3  | 0  | 1  | 1   | 0    | 0,33 | 0    | 0     | 0    | 0     | 12 |
| 12 | Deniz İnce             | 3  | 1  | 0  | 1   | 0,33 | 0    | 1    | 0,33  | 0    | 0     | 2  |
| 15 | Emrah Özmen            | 3  | 0  | 0  | 0   | 0    | 0    | 0    | 0     | 0    | 0     | 4  |
| 16 | Fevzi Ufuk Güçlü       | 3  | 0  | 0  | 0   | 0    | 0    | 0    | 0     | 0    | 0     | 14 |
| 17 | Niyazi Gagri Karabulut | 3  | 0  | 0  | 0   | 0    | 0    | 0    | 0     | 0    | 0     | 0  |
| 18 | Caner Baykan           | 3  | 0  | 0  | 0   | 0    | 0    | 0    | 0     | 0    | 0     | 0  |
| 19 | Egemen Taşboğa         | 3  | 0  | 0  | 0   | 0    | 0    | 0    | 0     | 0    | 0     | 0  |
| 21 | Alper Solak            | 3  | 0  | 0  | 0   | 0    | 0    | 0    | 0     | 0    | 0     | 0  |
| 22 | Cengiz Akyıldız        | 3  | 1  | 0  | 1   | 0,33 | 0    | 0    | 0     | 0    | 0     | 8  |
| 24 | Gürkan Çetinkaya       | 3  | 0  | 0  | 0   | 0    | 0    | 0    | 0     | 0    | 0     | 8  |
| -- | ---------------------- | -- | -- | -- | --- | ---- | ---- | ---- | ----- | ---- | ----- | -- |